# Cultura em animais
O conceito de cultura sofreu constantes mudanças ao longo do tempo conforme discussões entre os especialistas, principalmente das humanidades. A definição de cultura, portanto, está intimamente atrelada à episteme vigente, assim como no movimento de quebra de preconceitos e centralização, ou exaltação, da cultura para determinados grupos. A definição de cultura em si já é complexa e problemática nos grupos humanos, uma vez que por muito tempo a cultura era utilizada como um jogo de poder. Segundo Marilena Chauí, foi a partir do século XVIII que o sentido da cultura passou a ser intimamente ligado com a formação que os indivíduos recebiam, ou seja, um acúmulo de experiências socialmente validadas, como o acúmulo do saber escolar, o aprendizado histórico-artístico, relação com a música ou literatura erudita, entre outros. Essa definição implicava, necessariamente, que alguns indivíduos possuíam ou detinham certa cultura, ao passo que outros não, tudo isso sujeito às condições sociais impostas para valorizar certa parcela da população dominante sobre os dominados, bárbaros. Felizmente, para a espécie humana, este discurso, apesar de ainda persistente e utilizado por alguns, caiu em desuso e, a partir do século XX, uma visão antropológica de cultura ganhou espaço, passando a ver cultura como o modo de viver de uma comunidade, um grupo, uma sociedade, e é decorrente das relações materiais e simbólicas que as pessoas desenvolvem entre si, em um determinado território. Entretanto, a discussão e definição sobre cultura está longe de chegar a um fim. Com a discussão sobre a cultura atingindo um discurso mais antropológico, buscando valorizar todos os grupos humanos, enquanto também age como uma característica que define a espécie, surge uma nova problemática que é definir cultura em outros grupos animais. Afinal, como os estudos até então realizados partem de uma perspectiva antropocêntrica e definidora dos grupos humanos, caso o conceito de cultura se aplicasse a outras espécies de animais, o que nos definiria como humanos? Qual seria nossa característica única? Sendo assim a discussão sobre as definições de cultura passaram de uma esfera de definição e soberania de grupos humanos, de popular versus erudito, para humanos versus outros animais. Esta discussão não é trivial, uma vez que o fenômeno da cultura está intimamente ligado com o conceito abstrato de "inteligência", também muito caro para a espécie humana. Segundo a versão ontogenética do MIH (Inteligência Maquiavélica Hypothesis), a cultura é o meio pelo qual pode-se tornar um indivíduo inteligente, ou seja, um ser que é criado e se desenvolve em um meio com cultura acumulada pode enriquecer e aprimorar as maneiras com que lida com o mundo ao seu redor. Como exemplo tem-se que, se for comparada uma pessoa que foi educada contemporaneamente com outra que foi educada cerca de 20 milênios atrás, porém com capacidade cerebral equivalente, teremos que o primeiro indivíduo poderia ser considerado mais inteligente devido ao acúmulo do conhecimento e cultura acerca das técnicas existentes atualmente. Sendo assim, as espécies dotadas de cultura possuiriam meios capazes de selecionar características específicas de inteligência, formando associações indissociáveis entre cultura e desenvolvimento de inteligência. Sendo assim, reconhecer a cultura em espécies não humanas exige reconhecer também a inteligência dessas espécies, admitindo que características antes consideradas como exclusivas do Homo sapiens não são assim tão exclusivas e não os tornam tão especiais. Essa visão será alvo de intensa discussão e resistência por parte de muitos pesquisadores por muito tempo.
Atualmente, a cultura pode ser delineada de múltiplas formas distintas a depender da disciplina acadêmica em questão. Por um lado, existem antropólogos que agarram-se na  necessidade de mediação linguística para a existência de uma cultura, reforçando a defesa de que a cultura é uma característica intrinsecamente humana. Por outro lado, as ciências biológicas recorrem à uma abordagem mais inclusiva, que remonta uma ideia já antiga presente em Aristóteles, além dos primeiros evolucionistas como Wallace, Morgan e Baldwin, em que os animais teriam a capacidade de agregar novos componentes comportamentais ao seu repertório e que essas novas tradições aprendidas são uma fonte de comportamento adaptativo. Nesta perspectiva, a cultura em espécies não humanas podem ser vistas como aprendizagem social de comportamentos, habilidades e vocalização que podem se apresentar de muitas maneiras, desde uma aproximação social em um local específico no qual os indivíduos aprendem de forma independente, conhecido como aprimoramento local, até uma observação minuciosa e replicação de ações de um parceiro da mesma espécie, conhecida como imitação. Sendo assim, para essa área do conhecimento, a discussão não é se existe cultura em animais, mesmo que haja a discussão que apesar da importância da sociabilidade para o desenvolvimento interativo e cognitivo em espécies não humanas e as semelhanças cognitivas entre humanos e as outras espécies com inteligência social, não há registros robustos da produção e reprodução simbólica, componente essencial para a definição de cultura, mas definir essa cultura, quais tipos de aprendizagem social a apoiam e como interpretar as variações comportamentais dentro de uma perspectiva de cultura limitada por um olhar antropocêntrico enviesado.

## O que consideramos cultura em animais?

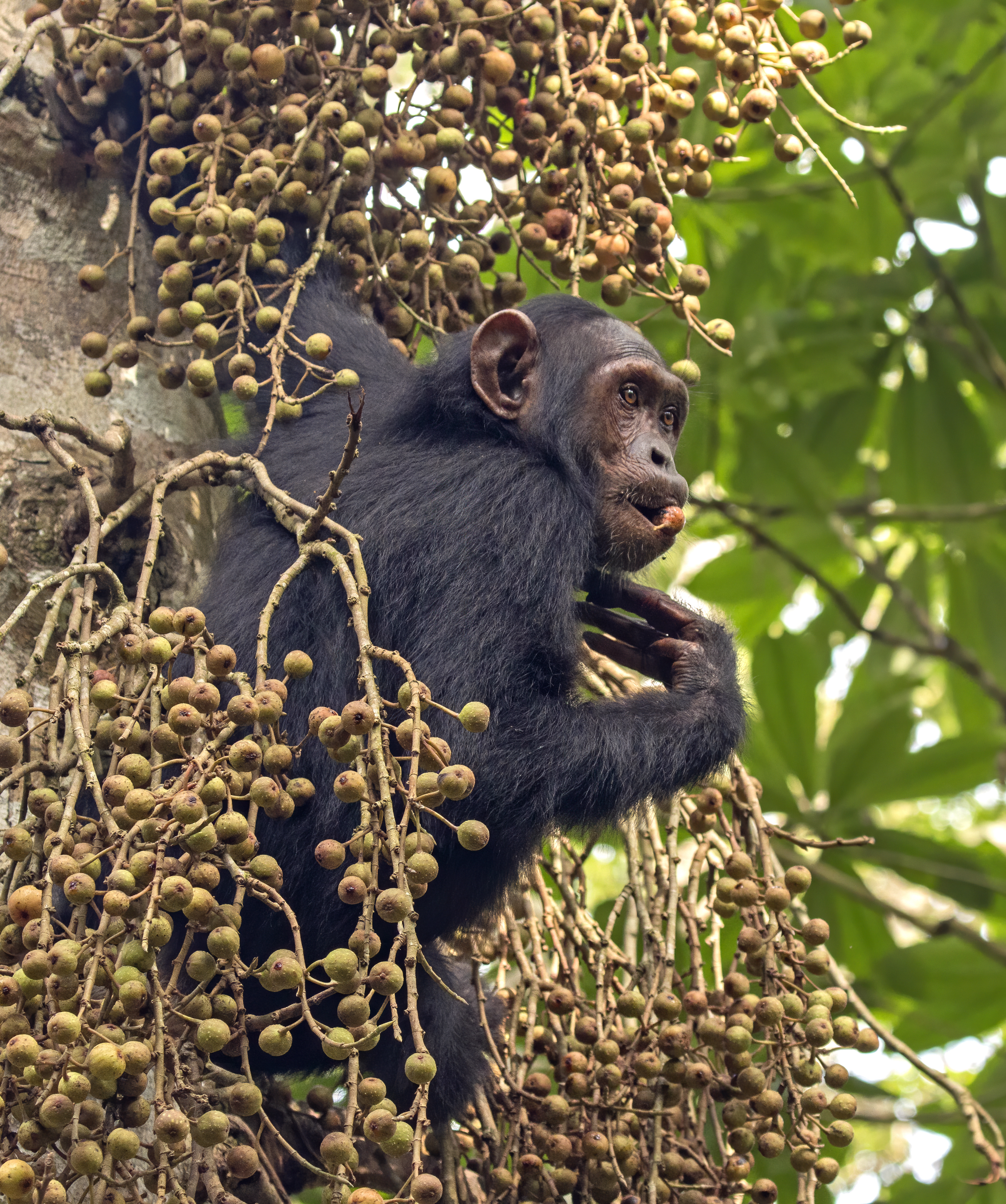
Pan troglodytes schweinfurthii se alimentando.

Com a narrativa que está sendo construída até então, pode-se perceber que a definição exata de cultura em animais ainda não é certa, havendo diversas linhas de pensamento e argumentação. Para simplificar, pode-se apresentar e resumir, então, de forma mais objetiva as seguintes vertentes:
1. A cultura em animais seria proveniente de uma ‘biologia de tradições’ no qual padrões comportamentais distintos podem, e devem, ser compartilhados por dois ou mais indivíduos pertencentes a uma unidade social, sendo que esses padrões persistem ao longo do tempo e novos indivíduos podem adquirir parte desses padrões a partir de auxilio social.[8][2]
2. O acúmulo de padrões comportamentais e tradições transmitidos por imitação ou ensino, que dependem de processos de aprendizagem e interação social de alto nível, gerando uma maior complexidade de ações ao longo do tempo.[9][3]
3. Posse de múltiplas tradições que abrangem o domínio de mais de uma técnica, comportamento e costumes sociais.[10]

## Quais as dificuldades nesses estudos?
A problemática no estudo de cultura em animais se encontra principalmente no seu método, o método etnográfico, visto que busca isolar a variação cultural excluindo explicações alternativas para diferenças comportamentais, em vez de considerar uma interação completa entre genética, ecologia e cultura. O método etnográfico tenta demonstrar a influência de um fator, no caso a cultura, excluindo explicações alternativas, como a genética, ecologia e ou a aprendizagem social, ironicamente caso ela for aplicada de forma rigorosa, ela rejeitaria a maioria dos casos genuínos de cultura. Correlações entre variáveis comportamentais e ecológicas são esperadas, sendo que a cultura é uma fonte de comportamento adaptativo, permitindo que animais aprendam e explorem os recursos ambientais. Do mesmo modo, a covariância cultural e genética, dado que parte do aprendizado animal é influenciado por pré-disposições e aptidões evolutivas.
Um problema conceitual do método etnográfico é a sua abordagem categórica, portanto o comportamento pode ser genético, ecológico ou cultural, e essa ideia evoca o debate natureza-criação associado a visões polarizadas que são rejeitadas pelos desenvolvimentistas comportamentais. Claramente, os genes, a ecologia e o aprendizado influenciam o comportamento dos vertebrados, portanto, para identificar a variação cultural, não é suficiente apenas descartar a possibilidade de que a variação no comportamento constitua respostas não aprendidas a diferentes pressões de seleção, mas também é necessário considerar a possibilidade de variação genética precipitar diferentes padrões de aprendizagem. Mesmo que as diferenças entre os locais coincidam com as diferenças genéticas, isso não exclui a cultura. É concebível que espécies diferentes possam ter desenvolvido predisposições para aprender algumas associações mais prontamente do que outras, como o observado em macacos rhesus (Macaca mulatta), que adquirem medo de cobra através da observação, porém, não são facilmente condicionados a temer outros objetos. Contudo, a detecção de variáveis genéticas continua a ser um problema para o método etnográfico, que trata como cultural aquela variação de comportamento que permanece após a exclusão de fatores genéticos e ecológicos.

## Transmissão cultural
Independentemente de como a cultura é tratada ou definida, um componente indispensável que deve estar presente em todo grupo animal que admite-se ser detentor de cultura é o da transmissão cultural. Esta transmissão de comportamentos entre os diversos indivíduos constituintes de um grupo, em geral, ocorre por meio de algum grau de aprendizagem social. Esta aprendizagem depende de adaptações sócio-cognitivas que permitem com que os indivíduos explorem os benefícios de seu mundo social, assim como lidar com aspectos hostis, a partir da interação com seus pares e aprendizado por meio de imitação ou modificação de algum comportamento. Esta aprendizagem social, que pode ou não estar relacionada com técnicas de descoberta, curiosidade social, resolução de problemas sociais, inovação, flexibilidade, perícia social, jogo social, leitura de mente e autoconsciência, permitem com que os indivíduos se tornem mais inteligentes e com comportamentos mais complexos, tornando a transmissão cultural como um fator que acompanha comportamentos específicos, manutenção e persistência desses comportamentos em determinadas populações.

## Culturas vocais
O termo aprendizado vocal  tem sido usado para descrever a influência da aprendizagem em uma variedade de diferentes aspectos da comunicação vocal, podendo afetar a geração de sons, seu uso e sua compreensão.
As culturas vocais podem ser encontradas em diversos pássaros e mamíferos e fornecem evidências para a transmissão cultural de características comportamentais no reino animal. Contudo, o aprendizado vocal ainda é visto como uma adaptação especial e que não foi totalmente integrado às discussões da cultura animal. Isso ocorre principalmente porque os primeiros estudos sobre o aprendizado do canto dos pássaros enfatizaram a importância das fases sensíveis e a falta de flexibilidade depois que o canto se desenvolveu. Embora isso aconteça em algumas espécies de aves (por exemplo, tentilhões zebra Taeniopygia guttata), estudos demonstraram uma variedade notável de processos de aprendizagem, incluindo aprender quando usar um som copiado e aprender uma nova música ao longo da vida.
Existem muitos pássaros que parecem não ser nem mais nem menos geneticamente predispostos a aprender um canto do que um chimpanzé a aprender a usar uma ferramenta. Há uma diferença no fato de que o aprendizado vocal não ocorre em todas as espécies de aves, enquanto o aprendizado associativo geral pode ser encontrado em todos os vertebrados.
Estudos do canto da baleia-jubarte (Megaptera novaeangliae) mostraram que todos os machos em uma população compartilham a mesma música a qualquer momento, mas a música muda gradualmente ao longo da temporada de canto, casos que podem ser usados para investigar o significado e os mecanismos de transmissão cultural.

## Evolução cultural em animais
A evolução cultural se refere ao surgimento e formação de capacidades culturais, não apenas diferentes formas de aprendizagem social, mas também outras capacidades, como poderes de inovação comportamental, e suas consequências nas manifestações de tradições.  Por exemplo, a transmissão cultural por meio da aprendizagem social foi identificada em todas as classes de vertebrados. A aprendizagem social encontra-se bem estabelecida em alguns invertebrados também, notavelmente insetos. A primeira evidência empírica significativa para a cultura animal surgiu em meados do século passado, incluindo a identificação de dialetos do canto dos pássaros, aprendizagem social do canto dos pássaros  e a identificação de novos comportamentos de processamento de alimentos por macacos japoneses.
Aproximadamente 2.000 espécies de pássaros são migratórias, os quais migram sazonalmente entre áreas reprodutivas e de alimentação, sendo que muitos acompanham seus pais nesses voos migratórios, mas posteriormente estes se tornam altamente comprometidos com os caminhos estabelecidos, não precisando do auxílio dos pais para a realização da migração, mostrando assim a transmissão cultural dessas rotas de migração. No entanto, em algumas espécies, os juvenis migram separadamente de seus pais, principalmente em cucos, sugerindo que essas aves devem ter outros meios para estabelecer suas rotas migratórias. Da mesma forma, as baleias-jubarte juvenis e as baleias-francas viajam inicialmente ao lado de suas mães em migrações de longa distância, adotando essas vias migratórias para o resto de suas vidas, novamente fornecendo evidências circunstanciais de transmissão cultural dessas rotas.
Jovens orangotangos tendo a dieta igual a mãe, com a adoção cruzada entre espécies com tamanhos de tetas diferentes, constatou-se que os jovens correspondiam às preferências alimentares dos pais adotivos.

## Coevolução gene-cultura
A coevolução gene-cultura é um fenômeno bem estabelecido em humanos. O exemplo mais conhecido é a tolerância à lactose, caracterizando culturas baseadas em laticínios e em outras não, mas casos diferentes são cada vez mais revelados conforme os dados genômicos se acumulam. A expressão “coevolução gene-cultura” implica que os dois sistemas de herança evoluem em conjunto, o que é muito plausível, dadas as evidências presentes, mas a causalidade bidirecional implícita da expressão carece de muitas evidências diretas, mesmo no caso humano. A maioria dos efeitos inferidos, sejam humanos ou animais, dizem respeito a como a cultura pode moldar a evolução de base genética. Por exemplo, estudos comparativos de primatas revelaram associações entre medidas de complexidade cultural, encefalização e a duração do período juvenil, sugerindo que a seleção favoreceu tais adaptações para facilitar a confiança de uma espécie na aquisição de extensas informações culturais.

## Cultura em Chimpanzé

### Chimpanzés têm cultura?

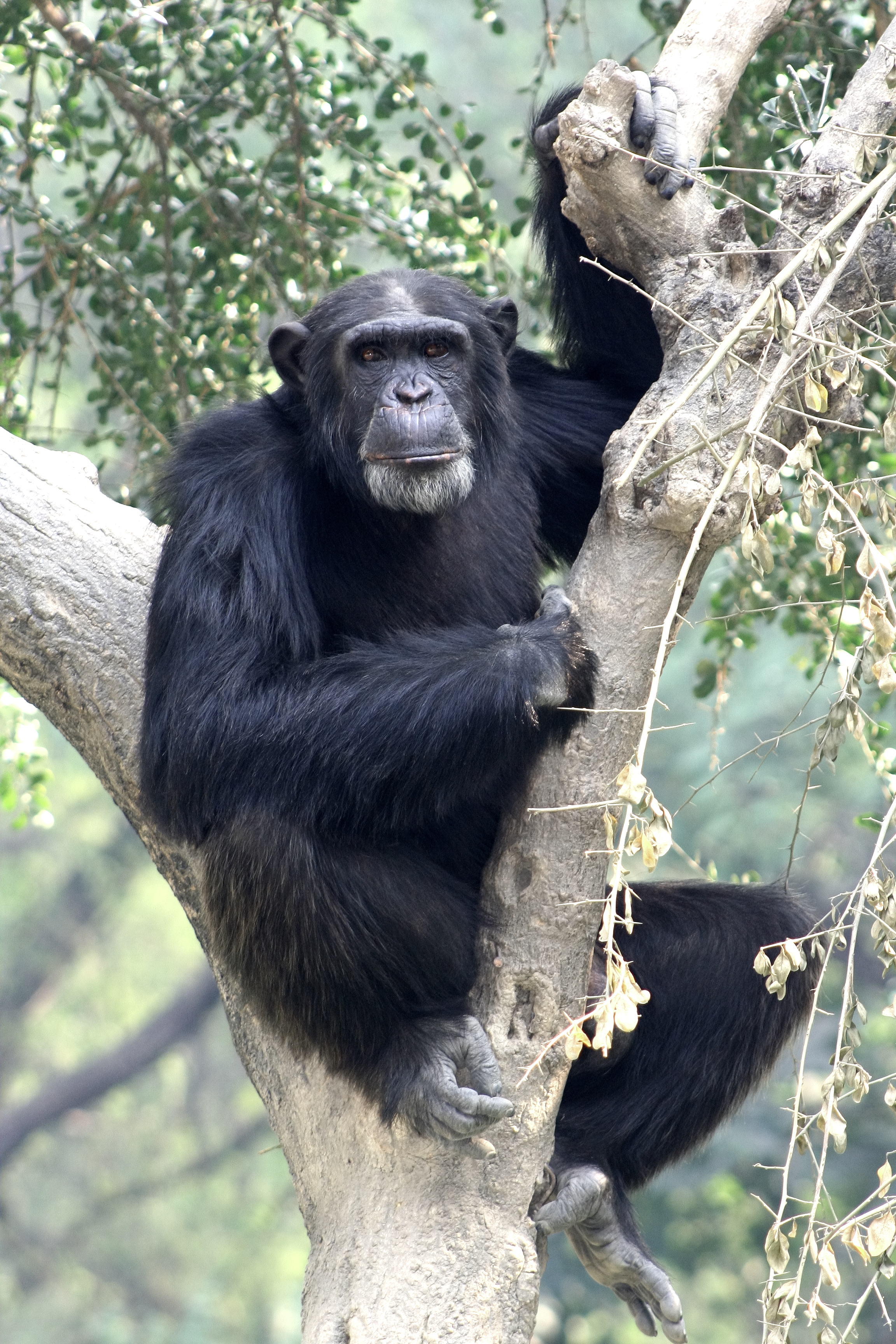
Chimpanzé no zoológico Kanpur no norte da Índia.

Os chimpanzés são considerados os primatas não humanos mais estudados até o presente. Diferentes autores propõem que padrões de comportamento socialmente transmitidos podem ser chamados de culturais, diferindo as culturas humanas das não humanas pela capacidade de reter comportamentos por gerações (também conhecido como efeito cumulativo) . Diretamente, cultura de chimpanzé é definida como variações de comportamentos, cuja causa não é estritamente genética, nem ecológica. Por isso, para os antropólogos, os fenômenos registrados, quantificados e definidos pela maioria dos primatólogos como cultura não correspondem às concepções antropológicas de cultura. Mesmo apenas sob uma perspectiva, como a evolutiva, há diferentes pontos de vista quando se trata de pensar em semelhanças e diferenças entre humanos e chimpanzés.
Alguns antropólogos adotaram seis critérios para identificar a cultura: inovação, disseminação, padronização, durabilidade, difusão e tradição. A estes fatores, McGrew e Tutin (1978)  acrescentaram a não-subsistência (comportamentos não associados à sobrevivência) e a naturalidade (comportamento não estimulado por influência humana). Assim, embora até então nenhuma população de chimpanzés apresente todas essas características simultaneamente, cada critério corresponde a dados sobre o comportamento que merecem ser considerados. Alguns primatólogos mundialmente reconhecidos por suas pesquisas com chimpanzés têm afirmado que o questionamento sobre a validade do termo ‘cultura’ para definir os padrões variantes de comportamento entre chimpanzés selvagens é baseado exclusivamente em antropocentrismo, então, a afirmação de cultura em chimpanzés vai variar de acordo com a literatura.
Além disso, atualmente, o que parece ser muito valorizado em relação ao comportamento de chimpanzés, frente a outras espécies, são dois aspectos centrais: a ‘variação’ e a ‘transmissão’. Ainda, chama-se atenção também para os arranjos singulares de cada conjunto de comportamentos que particulariza cada grupo como único, como ocorre entre culturas humanas. Esses aspectos, às vezes, são observados juntos e relacionados, e, em alguns estudos, são tidos como fenômenos distintos em termos de impacto e importância. Há algumas décadas, foi ressaltado que os chimpanzés aprendem, mas não ensinam porque não elaboram e não transmitem conceitos abstratos. Entre eles, estão o aprendizado imitativo, a conformidade às normas, às repetições entre outros. Sendo que nesse grupo, cada um desses aspectos parece evoluir devido aos benefícios que eles oferecem aos indivíduos e não ao coletivo.
Um estudo sistemático que avaliou cerca de 150 anos de observações identificou 39 variantes culturais que eram habituais ou costumeiras em pelo menos uma comunidade de chimpanzé. Este é um número sem precedentes de variantes para todas as sociedades, exceto as humanas. Múltiplas tradições foram identificadas apenas em chimpanzés e humanos e isso, segundo muitos primatologistas, marca a diferença entre culturas humanas e de chimpanzés e outras tradições animais, como os macacos-prego, entre outros. Na verdade, a maioria dos estudos que identificam as tradições dos animais tendem a relatar apenas uma. Essa análise para chimpanzés também abrangeu amplamente o repertório comportamental da espécie, incorporando técnicas de forrageamento; uso de ferramentas para alimentação, conforto, higiene e comunicação; e comportamentos sociais e sexuais.
Dean e colaboradores (2012)  chegaram a conclusões semelhantes ao comparar os conjuntos de habilidades sócio-cognitivas de crianças humanas, chimpanzés e macacos-prego. Eles verificaram que há distinções fundamentais entre os grupos no que tange a capacidade de ensinar predominantemente por instrução verbal, imitação e pró-sociabilidade ou altruísmo. Assim, enquanto para chimpanzés e macacos-prego interagir com os aparatos usados nos testes de laboratório significa procurar recursos favoráveis a eles mesmos, para os humanos esses dois fatores foram fundamentais para promover uma performance de alto nível que os pesquisadores associam diretamente à capacidade cumulativa da cultura humana que seria o maior diferencial entre as culturas humanas e as culturas de outros animais.
Pensando nas variedades de comportamentos de chimpanzés, um dos fenômenos predominantemente enfatizado nas análise das variantes dos comportamentos é a produção e o uso de ferramentas, sendo que já foram relatados cerca de 20 tipos em cada grupo.

### Ferramentas

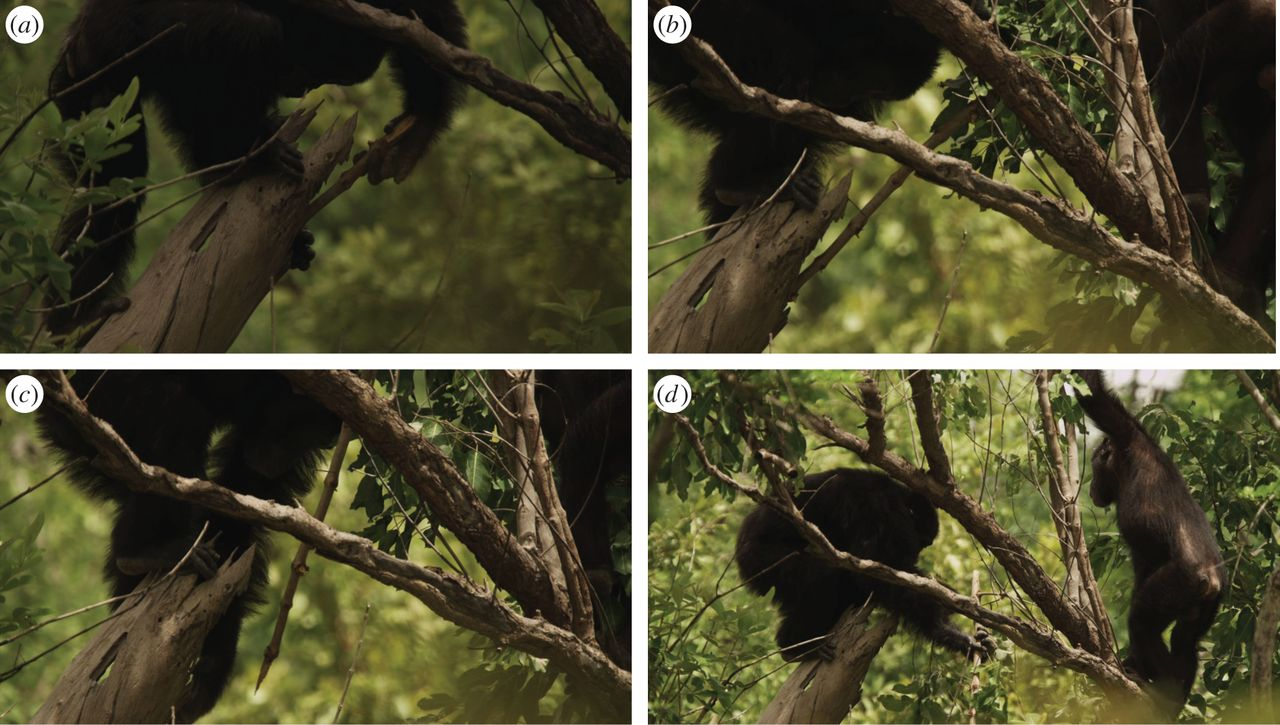
Chimpanzé (Pan troglodytes) macho adulto usa galho de árvore com extremidade modificada para perfurar uma cavidade dentro de um galho oco de árvore em Fongoli, Senegal.

A descoberta da fabricação e do uso de ferramentas por chimpanzés foi um dos achados mais relevantes do século XX.  Ela também oferece fortes evidências acerca da variabilidade de comportamentos, num formato materializado, que possibilita a exploração paleoantropológica, que, além dos ossos, busca, nas ferramentas, indícios para gerar modelos sobre comportamento. Muitos primatólogos chamam de ‘cultura material’ a produção e o uso de ferramentas por chimpanzés, bem como as variações intergrupais desses padrões. Foi observado que a dispersão no uso de ferramentas depende das condições de forrageamento, de inteligência e de tolerância social. Eles classificam pelo menos seis formas distintas de uso de ferramentas por primatas, como: “intimidação de predadores ou rivais”, “ferramentas de uso defensivo”, “caça” (apenas por hominídeos), “display social”, “limpeza de partes do corpo”, “extração de insetos, de produtos de insetos” ou “quebra de castanhas”.
Estudos experimentais recentes com chimpanzés selvagens podem ser relevantes para elucidar essas descobertas, como por exemplo: alguns pesquisadores perfuraram buracos pequenos demais para dedos de chimpanzés em troncos caídos e preenchidos com mel em duas comunidades de chimpanzés em diferentes partes de Uganda. Chimpanzés nas comunidades de Kanyawara costumam usar ferramentas de bastão para extrair vários recursos, mas o uso de ferramentas de bastão está ausente no repertório do segundo grupo de Budongo, que utilizou outros materiais como ferramenta, incluindo folhas mastigadas como esponjas para tirar a água dos buracos naturais. Assim, estudos de Van Schaik e Pradhan (2003) mostram que o uso de ferramentas por chimpanzés selvagens é uma expressão de cultura, no sentido de tradição, pois está associada à rotina e é, geralmente, amplamente difundida na população.

### Cativeiro x Selvagem
Os chimpanzés são animais dotados de admirável inteligência, angariando um elevado número de pesquisadores interessados na realização de estudos relacionados aos desdobramentos de suas capacidades cognitivas, sendo uma das mais investigadas a existência de cultura. Essas pesquisas realizadas apresentam duas vertentes muito bem definidas pelos diferentes contextos de estudo, havendo uma clara distinção dos estudos realizados com esses animais em campo (animais selvagens) e em cativeiro. A principal discussão entre os autores dessas pesquisas está ao entorno da ideia de que apenas chimpanzés selvagens possuem cultura e chimpanzés de cativeiro são “enculturados".
As capacidades cognitivas e sociais dos chimpanzés apresentam uma forte influência das relações de convivência em grupo e do meio ambiental ao qual está imerso. Assim, havendo uma concordância de que chimpanzés selvagens e chimpanzés nascidos em cativeiro apresentam significativas diferenças, devido essas variáveis estarem diretamente ligadas ao processo de aprendizado desses animais.As pesquisas realizadas com animais de cativeiro defendem que apenas esse ambiente controlado é capaz de manipular as variáveis de forma necessária para a realização de experimentos capazes de detectar a existência de aprendizado e cultura. Em contrapartida os estudos realizados em campo afirmam que apenas o contexto ambiental fornecido pela natureza é capaz de proporcionar registros fidedignos aos reais comportamentos dos chimpanzés.
Atualmente, a discordância sobre o estabelecimento de cultura em chimpanzés ainda persiste, uma vez que para estudá-la é necessário compreender comportamentos caracterizados pela variabilidade decorrente do aprendizado ou transmissão entre os indivíduos. Nota-se que as pesquisas com viés de campo apresentam maior enfoque nas variabilidades comportamentais existentes entre grupos selvagens, que apresentam complexa dinâmica social, com a existência de um conjunto de comportamentos e ações únicos a cada população. Já pesquisas realizadas em cativeiro (“laboratório”) apresentam tendência em investigar a cognição e transmissão de comportamento nesses animais.

### Início das pesquisas primatológicas à conservação

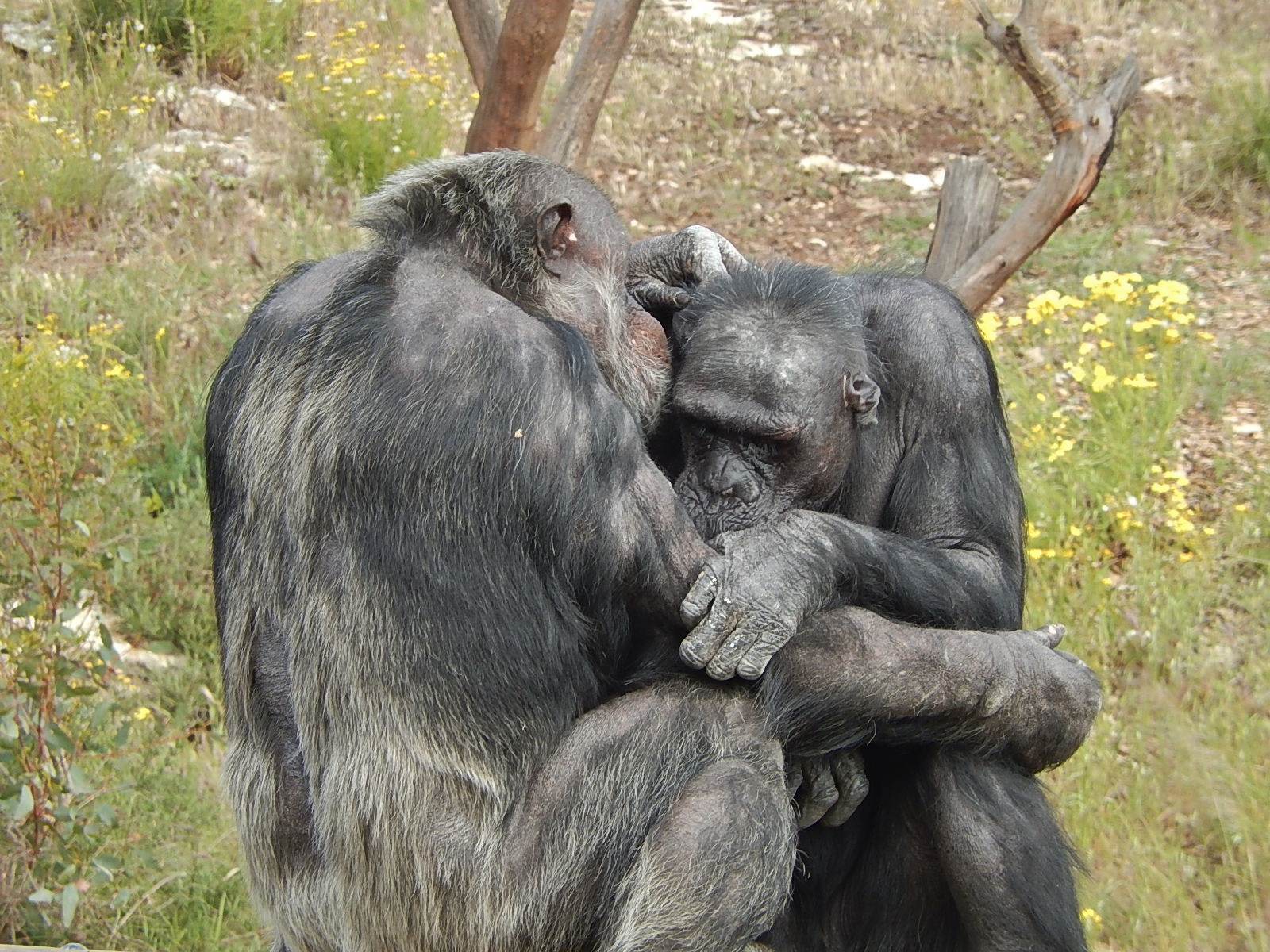
Mutual Grooming em chimpanzés na natureza.

Pesquisas com primatas não humanos começaram a ter mais atenção a partir do surgimento da ideia de que esses animais poderiam produzir cultura. Durante o século XX as áreas da primatologia e antropologia  tiveram um grande desenvolvimento em pesquisas voltadas para o estabelecimento de cultura em animais não humanos, mais especificamente em chimpanzés selvagens (vivem na natureza). Nesse período tivemos a contribuição científica de grandes nomes da primatologia, como Jane Goodall, Christopher Boesch e Toshisada Nishida, que focaram suas pesquisas em estudos de campo com destaque para as observações sociais e comportamentais de chimpanzés selvagens para propor a existência de cultura nesses animais. Um dos estudos mais relevantes para a corroboração dessa ideia tinha foco nas variações existentes na prática de grooming e grooming handclasp entre populações distintas de chimpanzés selvagens.

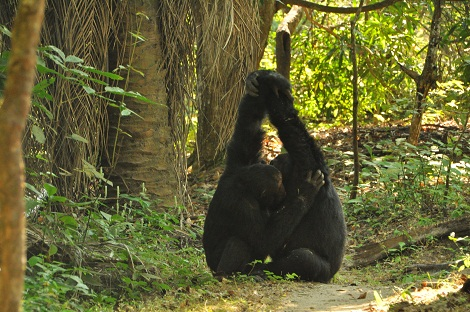
Grooming HandClasp em chimpanzés.

Atualmente com o legado das históricas pesquisas primatológicas temos uma grande gama de estudos relacionados ao estabelecimento de cultura em chimpanzés, com dados sobre produção e uso de ferramentas, comportamentos sociais, formas de comunicação e capacidades cognitivas. Porém, mesmo com todas essas pesquisas existentes e apoio de grande parte dos primatólogos, ainda existem muitos debates em torno da ideia da existência de cultura em chimpanzés .
Levando-se em consideração a ideia da existência de cultura em chimpanzés e estudos desses animais em campo, surgiu uma preocupação com a preservação dessa espécie na natureza. Pois, sabe-se que na natureza os chimpanzés vivem em grupo e dentro dessas organizações existe um regime coletivo hierárquico de atribuição de funções. Assim, a perda de um único chimpanzé além de acarretar na contribuição para o desaparecimento da espécie, também implicaria na desestruturação de toda a rede social do grupo e consequentemente na perda de cultura.

## Cultura em macacos-prego

### Uso de ferramenta

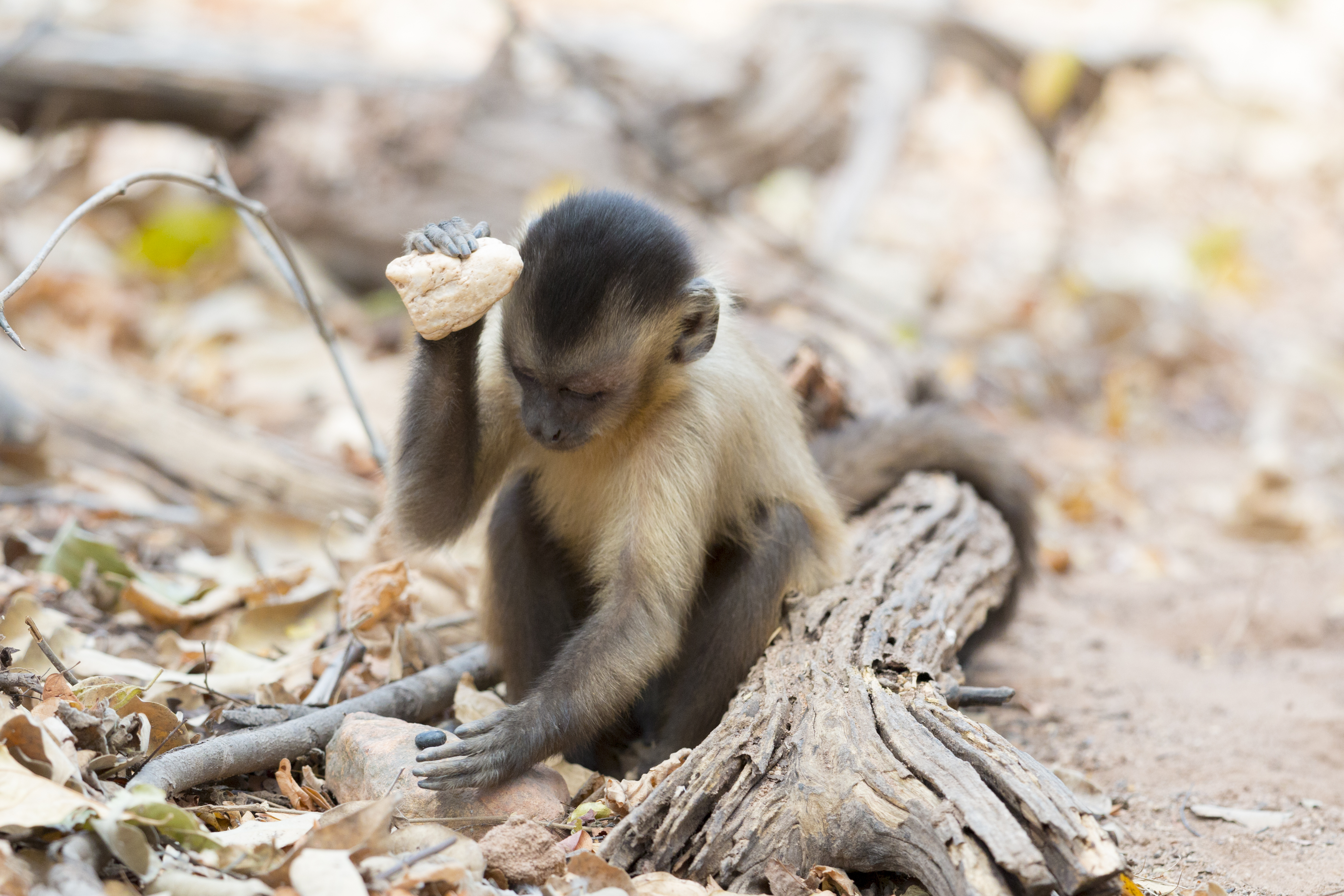
Um macaco-prego (Sapajus libidinosus) juvenil, usando uma pedra como ferramenta para quebrar uma semente. A população de macacos-prego da Serra da Capivara tem o mais complexo conjunto de ferramentas conhecidos para primatas neotropicais.

Um dos comportamentos mais impressionantes envolvendo o aprendizado social em macacos é o uso de ferramentas. Os macacos-prego da espécie Sapajus libidinosus utilizam ferramentas para diversas funções, incluindo o processamento de alimentos que são relativamente duros, como sementes e cocos. No Parque Nacional da Serra da Capivara (Piauí, Brasil) é comum observar os macacos-prego usando pedras, de larguras variadas (desde cerca 2,5 centímetros até aproximadamente o tamanho de um punho humano), como martelo para quebrar a casca dura das castanhas-de-caju. O animal ergue a pedra a fim de forçá-la contra o alimento, o qual está apoiado sobre uma pedra, raiz ou galho, que atua como bigorna (isto é, que serve como uma superfície de apoio, podendo ser útil também para o alimento não escorregar). É um processo muito complexo, pois envolve a seleção de uma pedra adequada para a tarefa (o tipo, a forma e o peso da pedra), o tipo de bigorna, ter noção da força que deve ser aplicada conforme o tipo e o tamanho da ferramenta e do alimento, o movimento corporal adequado, entre outras coisas.
Esse comportamento, aparentemente, é transmitido por meio de processos de aprendizagem social. Provavelmente, o fato de apresentarem uma tolerância social notavelmente alta tenha favorecido o aprendizado, no sentido de que os indivíduos mais velhos realizam o comportamento tolerando a presença dos juvenis observadores ao seu redor, embora os juvenis possam ter sido atraídos pelo alimento, e não pela atividade em si.
Um estudo realizado no mesmo parque demonstrou que esses macacos-prego utilizam pedras como ferramentas há pelo menos três mil anos. Isto é considerado o primeiro exemplo de variação de longo prazo no uso de ferramentas fora da linhagem humana. E mais, demonstraram também que houve uma variação no tamanho das pedras utilizadas conforme o tempo, isto é, as pedras mais antigas utilizadas pelos macacos-prego das gerações anteriores são menores do que as mais recentes. Provavelmente está associado aos diferentes tipos de recursos alimentares explorados,  os quais variam quanto à dureza ou à resistência.
Outros experimentos conduzidos com pedras de diferentes tamanhos e densidades (pedras que são maiores, mas não necessariamente mais pesadas) demonstram a capacidade para aprendizagem desses animais, que manipularam manualmente a pedra, movendo-a, levantando-a e/ou batendo nela (a fim de produzir sons com os quais eles poderiam inferir o peso da pedra).
Os macacos-prego, ao utilizar pedras como ferramenta, conseguem obter e consumir mais castanhas. Desta forma, embora não aumentem a quantidade de comida consumida, eles alcançam uma dieta mais consistente e nutricionalmente rica, bem como conseguem manter um consumo consistente de proteínas. O ganho de energia é importante, sobretudo para repor o que é gasto durante a partição de nozes, o que torna a dieta consistente. Já a diminuição de fibras contribui para a melhor qualidade da dieta, pois os macacos-prego têm estômagos simples, que não digerem fibras, as quais acabam reduzindo a absorção de nutrientes. Ou seja, com a diminuição da ingestão de fibras, mais nutrientes são absorvidos. Esse padrão de regulação de macronutriente é chamado de priorização de proteína, presente também na espécie humana.
Um estudo envolvendo macacos-prego da Fazenda Boa Vista no Piauí revelou que, comparados a outras populações de Sapajus, estes indivíduos despendem mais tempo descansando e socializando, proporcionalmente, quando utilizam pedras como ferramenta para quebrar nozes. Essas informações apoiam a hipótese de que o uso de ferramentas prevaleceu e evoluiu entre os hominínios, pois tornaram sua alimentação mais eficiente ou proporcionaram-lhes acesso a comidas de alta qualidade.
Apesar de não se poder observar um ancestral hominínio, cientistas usam primatas não humanos como modelos para a reconstrução de tecnologia na linhagem humana. Essa relação é possível porque os seres humanos são anatômica e comportamentalmente parecidos com animais com os quais dividem histórico evolutivo.  Assim, o macaco-prego se tornou um dos principais pontos de referência para estudar a evolução humana, pois esta espécie combina diversas características presentes na espécie humana, como duração de vida extensa, infância estendida, cérebros proporcionalmente grandes e uma boa destreza manual. O uso de pedras como ferramenta, antes mesmo da produção de ferramentas por hominínios ancestrais, aumentaram de forma significativa a segurança nutricional dos macaco-pregos, possibilitando o desenvolvimento cultural, assim como é visto em populações de macacos-prego atualmente.
Existe uma preferência pela observação (por parte dos macacos) do manuseio de objetos pelos coespecíficos, e essas ações podem dar suporte para o desenvolvimento do controle da própria atenção por macacos jovens, durante atividades específicas. Desse modo, os parceiros podem auxiliar os elementos do grupo que normalmente experienciam atenção de curta duração com relação aos outros e suas próprias atividades, ampliando habilidades manuais que requerem atenção contínua.
As tradições comportamentais são aprendidas no contexto social e os processos de atenção e memorização que permeiam o aprendizado são moldados pelos próprios coespecíficos.  Outros indivíduos podem influenciar não somente o conteúdo de uma tradição, mas também como o processo de aprendizagem em si ocorre. A atenção (e o seu processo relacionado, memória de trabalho) pode ser melhorada através da participação em atividades sociais.
Os macacos-prego vivem em grupos matrilineares com indivíduos de sexos e idades diferentes. Nesses grupos, a ocorrência de interação social e da prática de quebra de nozes influenciam-se mutuamente. Embora a aquisição da habilidade de quebra de castanhas tenha como grande fator a disponibilidade de oportunidades de tentativa e erro para o indivíduo, a influência social participa principalmente na motivação para a continuidade do comportamento de manipulação das nozes e de artefatos.
Macacos imaturos têm mais chances de desenvolver e menos chances de abandonar o comportamento de quebra de castanhas imediatamente após observar outro indivíduo realizando a quebra. Em grupos no quais convivem com algum indivíduo que quebra ou se alimenta de castanhas em um raio de 10 metros, ou quando a quebra pode ser ouvida, eles tendem a ter uma taxa de manipulação de nozes em média quatro vezes maior.
Os macacos-prego também tendem a manipular mais castanhas e pedras quando estão próximos a pedras-bigorna, em cima das quais quebram castanhas, quando comparado a situações em que esses elementos não estão ao seu alcance. Não só isso, mas eles também passam mais tempo próximos a pedras-bigorna quando, ao seu redor, outros indivíduos quebram castanhas.
Macacos imaturos também vasculham restos de castanhas quebradas próximos a pedras-bigorna, e os mais velhos, nos quais esse comportamento diminui em aparecimento de forma significativamente, frequentemente ameaçam, mas não atacam, quando os mais novos se aproximam.
A influência do grupo participa a favor da aprendizagem da habilidade de uso de ferramentas tanto para a facilitação social, que permite ao indivíduo mais possibilidades de prática, quanto por meio de estímulos visuais e sonoros e aprimoramentos locais, tendo sido observadas maior ocorrência do comportamento imediatamente após outros indivíduos o exercerem e maior frequência em indivíduos que tiveram mais contatos prévios com esses estímulos.
Seleção de ferramentas como um fator cultural
Os macacos-prego não usam qualquer pedra que encontram em seu habitat como ferramenta. Ao contrário, há uma seleção motivada da ferramenta a ser utilizada em cada contexto pelo animal. Embora o uso das pedras seja um processo muito complexo que envolve a seleção de uma pedra adequada para a tarefa e que esse comportamento seja transmitido através da aprendizagem social, há de se aprofundar as investigações a fim de entender qual o fator mais importante no comportamento de seleção de uma ferramenta.
A seleção de ferramentas pode ser determinada por questões para além de seu uso objetivo de manipular a natureza e seus alimentos. Especulações sobre os mecanismos que orientam tamanha seletividade passam pelas alternativas da experiência individual, da informação social, ou dos processos cognitivos do primata.
O raciocínio mais adequado acerca dos mecanismos de tomada de decisão do primata para a seleção de ferramentas é que há a combinação de fatores cognitivos, ecológicos e culturais que convergem nesta prática. Os fatores cognitivos estão ligados à atividade de reconhecer materiais quanto às suas propriedades físicas de composição, peso e forma, que requer uma capacidade cognitiva propícia para essas noções. Os fatores ecológicos estão ligados com a disponibilidade de dado material ou não no habitat dos macacos-prego. E os fatores sociais estão ligados com a contribuição social na aquisição e manutenção do comportamento de seleção e uso de ferramentas
Durante a realização da atividade de quebra de nozes de palmeira, relativamente duras e grandes, por exemplo, os primatas selecionam pedras mais pesadas para usarem como martelo e pedras mais macias, de preferência que já tenham sido utilizadas anteriormente, para usarem como bigorna. Isso porque bigornas que já tenham sido utilizadas anteriormente possuem um buraco que dá às novas nozes a serem quebradas um encaixe favorável à sua estabilização, o que facilita sua quebra.
Percebe-se, aqui, a utilização de critérios físicos de diferenciação de dureza para a escolha da ferramenta, bem como critérios sociais, como por exemplo, evidências de uso anterior. Mas, até aqui, a explicação à priori para o critério social citado diz respeito à uma facilidade mecânica da quebra de nozes.
Entretanto, o comportamento de uso de ferramentas modifica a disponibilidade de acesso dos materiais utilizados pelos primatas e bem como, o número de locais nos quais se faz o uso de ferramentas. O primata, em sua prática, consome materiais, deixa vestígios de seu uso, espalhando, com o tempo, os resquícios de sua prática. Além disso, há também o descarte de ferramentas usadas e restos de alimentos que seguem um padrão estrutural. 
Estes vestígios, restos de alimentos e ferramentas descartadas, principalmente quando se acumulam em novos locais, servem não somente como fonte de pedras para novos usos, mas principalmente como fonte de dicas valiosas sobre o uso de ferramentas, dicas estas que são mediadas pela observação e pelo contato com os novos produtos que não existiam antes da atividade ser realizada. A partir da observação, possivelmente mediada por outros primatas, pode facilitar associações visuais entre o comportamento e a matéria-prima, ensinando então os novatos no que diz respeito ao uso e à seleção de ferramentas. 
Não à toa, estudos observacionais mostram indivíduos mais jovens observando os mais velhos quebrando nozes e reutilizando ferramentas que foram anteriormente utilizadas, criando assim, mais uma vez, um ambiente de aprendizagem que favoreça o uso de ferramentas que possuem marcas de utilização anterior.
As marcas de utilização anterior configuram pistas sociais aos primatas. O material que foi transformado por primatas num momento passado e que registra em si, através de marcas, tal uso retrógrado, indica que em algum momento, ele foi o escolhido a partir dos critérios de alguém provavelmente mais velho, logo, mais sábio. 
Estudos recentes revelaram que, na ausência de pistas de uso anterior nas ferramentas fornecidas, os primatas observados selecionavam as pedras como ferramentas com base em propriedades materiais, escolhendo a mais o material mais leve e macio para a bigorna, e o material mais duro e pesado para o martelo, por exemplo. Os critérios aqui utilizados foram em relação à eficiência do material. 
Entretanto, na presença de ambas as dicas, isto é, das pistas materiais e também, das sociais, os macacos-prego escolheram consistentemente o material ou local que já havia sido utilizado anteriormente, independentemente das propriedades que o material apresentava e da eficiência que pudesse fornecer.
Estas descobertas sugerem que macacos-prego selvagens sabem diferenciar propriedades composicionais e físicas das matérias-primas de suas ferramentas. No entanto, eles priorizam as dicas sociais quando estão presentes. Conclui-se, portanto, que os comportamentos de tomada de decisão no que diz respeito à seleção material para ferramentas são moldados por processos sociais, de observação, contato, repetição e prática de uma atividade tradicional. 
Independentemente dos debates sobre o que é ou não é cultura, a reutilização do descartado no lugar da utilização do novo, estabelecida ao longo do tempo por um grupo de uma espécie, configura uma tradição. E os primatas aqui estudados demonstraram a importância da informação transmitida e das marcas que confessam o passado para sua realização comportamental. 

## Cultura em cetáceos

### Cetáceos: modelo interessante para o estudo da cultura animal

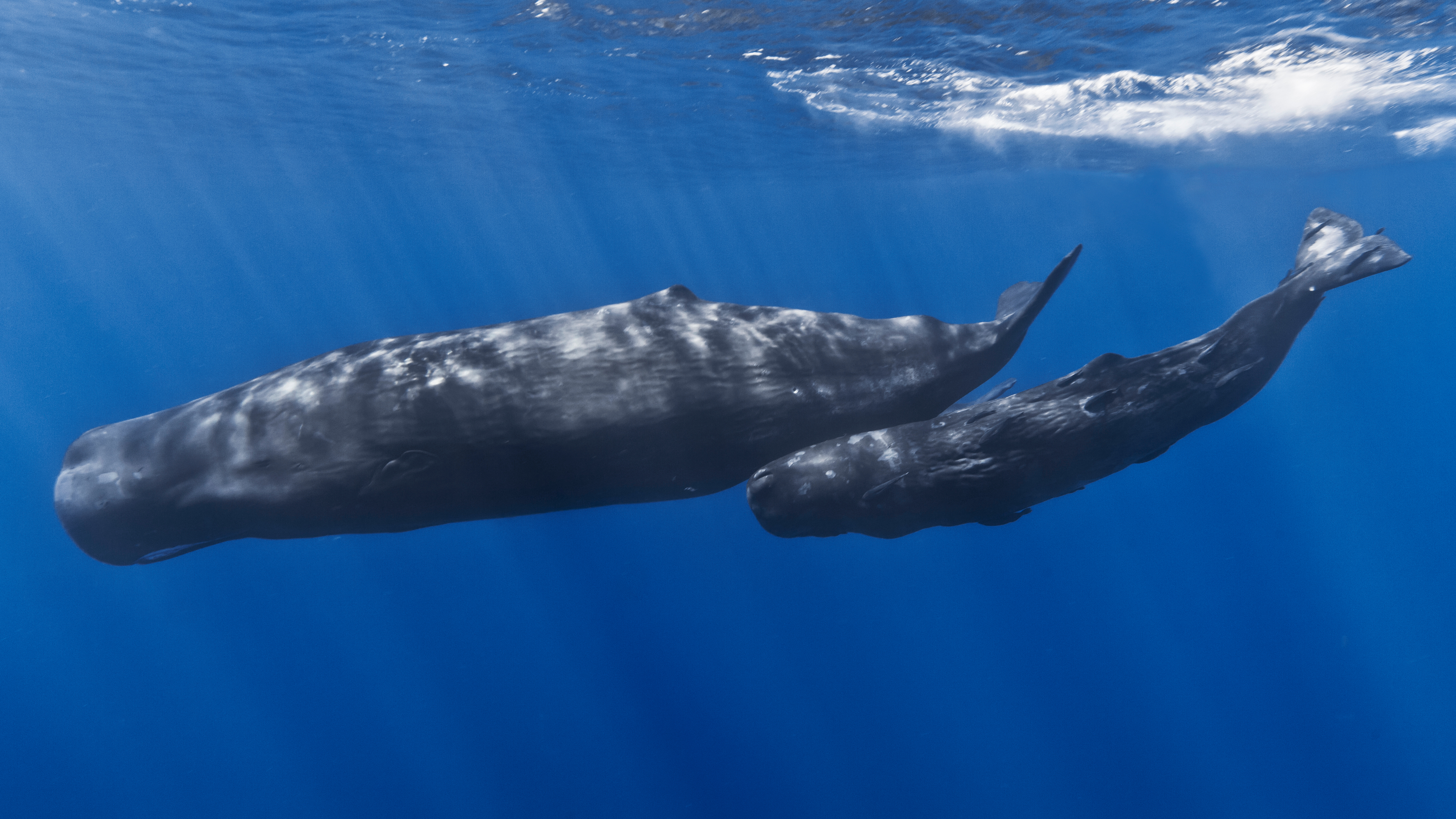
Mãe e filho de um cachalote, exemplo de um Cetáceo.

Os cetáceos (subordem Cetacea) correspondem aos popularmente conhecidos como baleias e golfinhos, que são, respectivamente, os misticetos (infraordem Mysticeti) e os odontocetos (infraordem Odontoceti). Os cetáceos podem ser um modelo interessante para se estudar a cultura animal. Características biológicas como a longevidade, a complexidade de seus sistemas sociais e de suas habilidades cognitivas, além do cuidado parental prolongado, podem favorecer no processo de aprendizagem social. Ademais, o estudo de animais aquáticos possibilita análises comparativas em relação aos animais terrestres, visto que os ambientes são extremamente distintos. Os ecossistemas marinhos são mais propensos a mudanças e essa variabilidade ambiental está associada aos benefícios proporcionados pela transmissão cultural - em contraste com o aprendizado individual ou a determinação genética-, o que pode favorecer a adaptabilidade da cultura nos cetáceos. Em suma, a estrutura do meio marinho pode ter favorecido a evolução da transmissão cultural nestes mamíferos aquáticos.
A transmissão cultural, da perspectiva etnográfica, pode ser definida como a transmissão de padrões comportamentais que não pode ser explicada via aprendizagem individual ou via bases genéticas e/ou ambientais. Apesar das restrições e dificuldades práticas de se estudar cetáceos em seu ambiente natural, como as largas escalas espaciais que ocupam e o fato de permanecerem majoritariamente submersos (fora de vista), atualmente há muitas evidências notavelmente fortes que, juntas, demonstram a existência de comportamentos em cetáceos que, provavelmente, são mantidos e transmitidos culturalmente.

### Comportamentos transmitidos culturalmente em cetáceos
A transmissão de comportamentos complexos pode estar relacionada ao processo de aprendizagem social, o qual pode ser vertical (dos parentais à prole, por exemplo da mãe para o seu filhote), horizontal (entre indivíduos da mesma geração, por exemplo entre irmãos) ou oblíqua (dos indivíduos da geração mais velha para a geração mais nova, exceto entre parentais e sua prole, por exemplo da “tia” para “sobrinha”).
A seguir, serão apresentados alguns dos comportamentos transmitidos culturalmente em cetáceos mais notáveis e estudados no meio acadêmico.

#### Alimentação

##### Estratégia do “lobtail”

Baleia-jubarte (Megaptera novaeangliae) com a nadadeira caudal exposta.

As baleias-jubarte adquiriram uma nova técnica para capturar o seu alimento, conhecida como a técnica do “lobtail” (nadadeira caudal). Aparentemente, o “lobtail” é uma modificação da técnica da “nuvem de bolha”, que já é bastante conhecida. No “lobtail” os indivíduos batem os lóbulos de suas nadadeiras caudais na superfície da água, provocando uma perturbação na água e nos peixes, mergulhando em seguida para capturá-los. Um estudo analisou a porcentagem de indivíduos que utilizaram essa técnica e os resultados mostram que houve um aumento acelerado dessa porcentagem ao longo dos anos, caracterizando um forte indício da influência do aprendizado social.

##### Estratégia do “sponging”
Os golfinhos-nariz-de-garrafa (Tursiops sp., da infraordem Odontoceti) em Shark Bay, Austrália Ocidental, adotaram um novo método de forragear utilizando esponjas como ferramenta. Nesta técnica, o golfinho quebra parte de uma esponja marinha e a posiciona na ponta de seu rostro (“boca”, no vocabulário popular) com a finalidade de, aparentemente, sondar o substrato e desentocar os peixes.
Estudos mostram que os golfinhos-nariz-de-garrafa apresentam habilidades cognitivas e imitativas complexas (tanto imitação vocal quanto motora), além da capacidade de aprendizado social. Ao que tudo indica, o “sponging” é transmitido culturalmente, e parece não envolver componentes ambientais ou genéticos. A transmissão dos comportamentos ocorre principalmente no desenvolvimento inicial dos golfinhos, período crítico para a aquisição das habilidades de forrageamento. No entanto, mesmo os juvenis machos e fêmeas passando tempos similares ao lado de suas mães, registros indicam que, praticamente, apenas as fêmeas apropriaram-se dessa técnica do “sponging”. Isso significa que a manifestação desse comportamento é influenciado pelo sexo dos indivíduos, voltado especificamente às fêmeas. Além disso, indivíduos que utilizam essa técnica e aqueles que não a utilizam convivem no mesmo habitat de forrageio, indicando que não se deve a diferenças ecológicas. O único outro mecanismo de transmissão possível do “sponging” - segundo as informações obtidas até então - é a transmissão cultural dentro de um sistema matrilinear, em que as filhas aprendem com as suas mães. Um fato interessante que fundamenta a transmissão vertical no sistema matrilinear é a evidência de uma relação genética entre todas as fêmeas que utilizam o “sponging”, sugerindo que todas são descendentes da primeira fêmea que deu origem ao “sponging”.

##### Estratégia do encalhe intencional
As orcas (Orcinus orca, da infraordem Odontoceti) têm um comportamento único de forrageio. Um método de alimentação lucrativo, porém arriscado. Elas encalham nas praias intencionalmente para capturar suas presas, especificamente os pinípedes. Esse comportamento é observado nas orcas das ilhas Crozet e em Punta Norte, Argentina, e aparentemente é transmitido de uma geração para outra. Os adultos incentivam os filhotes empurrando-os para as praias, mesmo que isso tenha um custo para os adultos, isto é, o sucesso na caça é reduzido na presença dos juvenis. Contudo, essa instrução dos adultos parece ser um fator relevante na aprendizagem desses juvenis.   

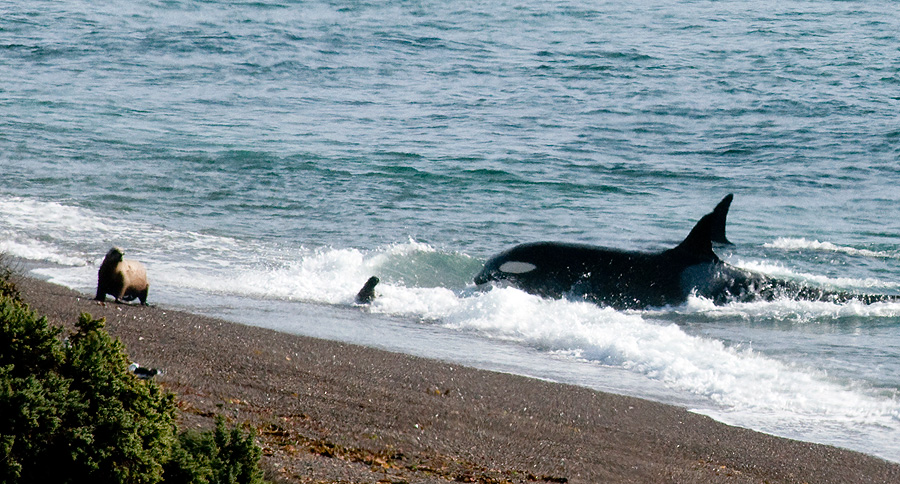
Orca (Orcinus orca) durante a técnica de encalhe intencional na tentativa de capturar a presa (um pinípide), em Punta Norte, na Península Valdes.

Observações de duas mães com seus respectivos filhotes mostraram que o filhote cuja mãe supervisionou de perto os seus “treinos” de encalhe (isto é, em momentos onde as praias não apresentavam presas) obteve sucesso quando caçou sozinho, ao passo que o filhote cuja mãe raramente era vista durante os “treinos”, não teve uma caça bem-sucedida.

##### Estratégia da pesca cooperativa com pescadores

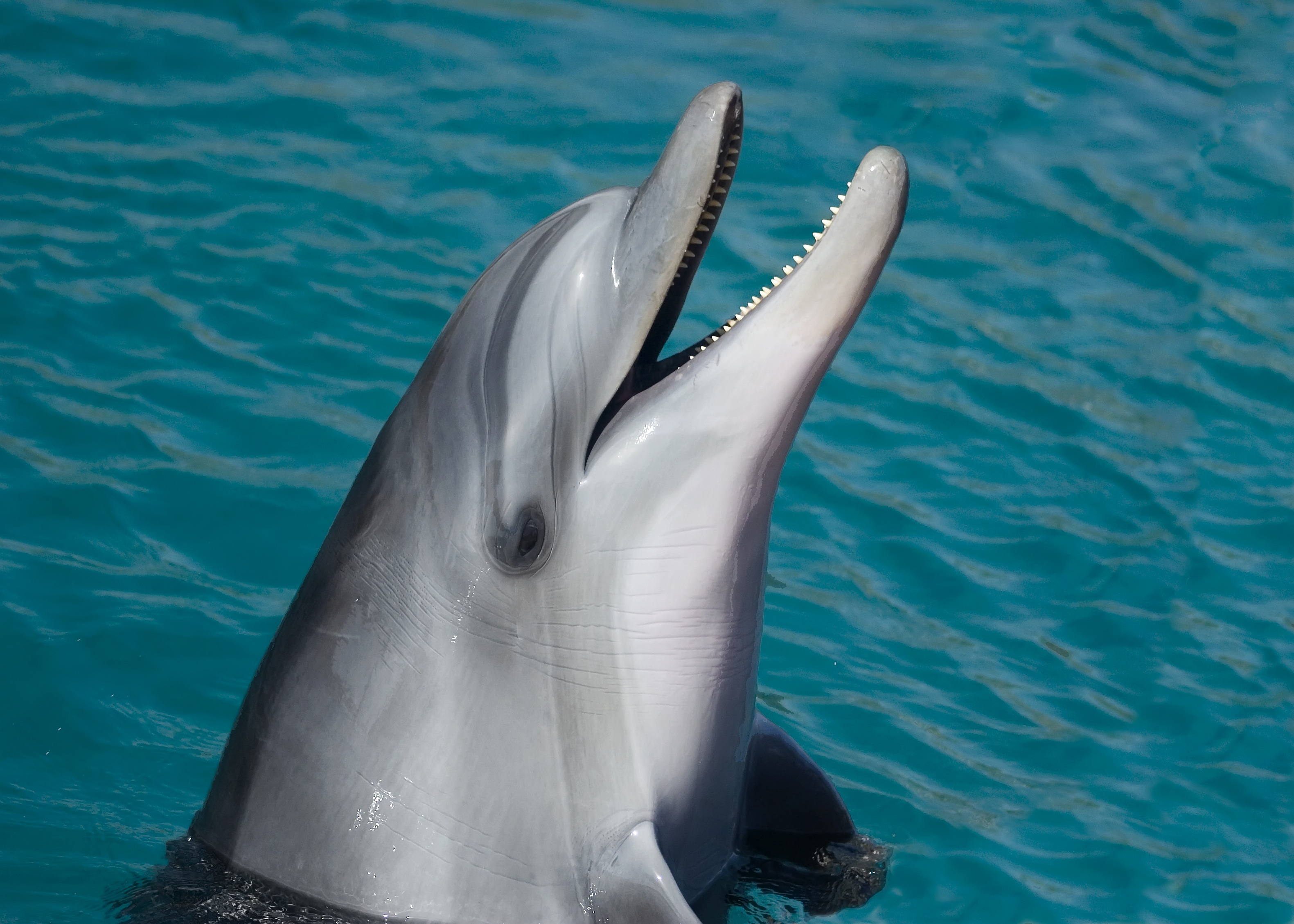
Golfinho-nariz-de-garrafa com a cabeça fora d'água e boquiaberto, exibindo os seus dentes.

A pesca ritualizada, desempenhada por botos do gênero Tursiops, em interação com pescadores humanos possui características únicas, denominada de pesca cooperativa, e ocorre sistematicamente em apenas duas localidades no mundo: em Laguna (Santa Catarina) e na barra do Rio Tramandaí, que divide os municípois de Imbé e Tramandaí, no Rio Grande do Sul, na costa do Brasil. 
Em Laguna, os golfinhos-nariz-de-garrafa - ou botos, como são conhecidos na região - têm uma técnica de alimentação de grupo muito específica e incomum, mantida a mais de 200 anos e transmitida dentro de uma comunidade matrilinear. Nesta interação cooperativa, os golfinhos-nariz-de-garrafa cercam os cardumes, conduzem para as redes dos pescadores humanos e indicam aos mesmos quando devem lançar as suas redes por meio de um sinal (um mergulho característico), e, por fim, alimentam-se das presas que sobraram ou escaparam. A vantagem para os golfinhos-nariz-de-garrafa é que dessa forma as presas se tornam mais fáceis de serem capturadas.

#### Migração

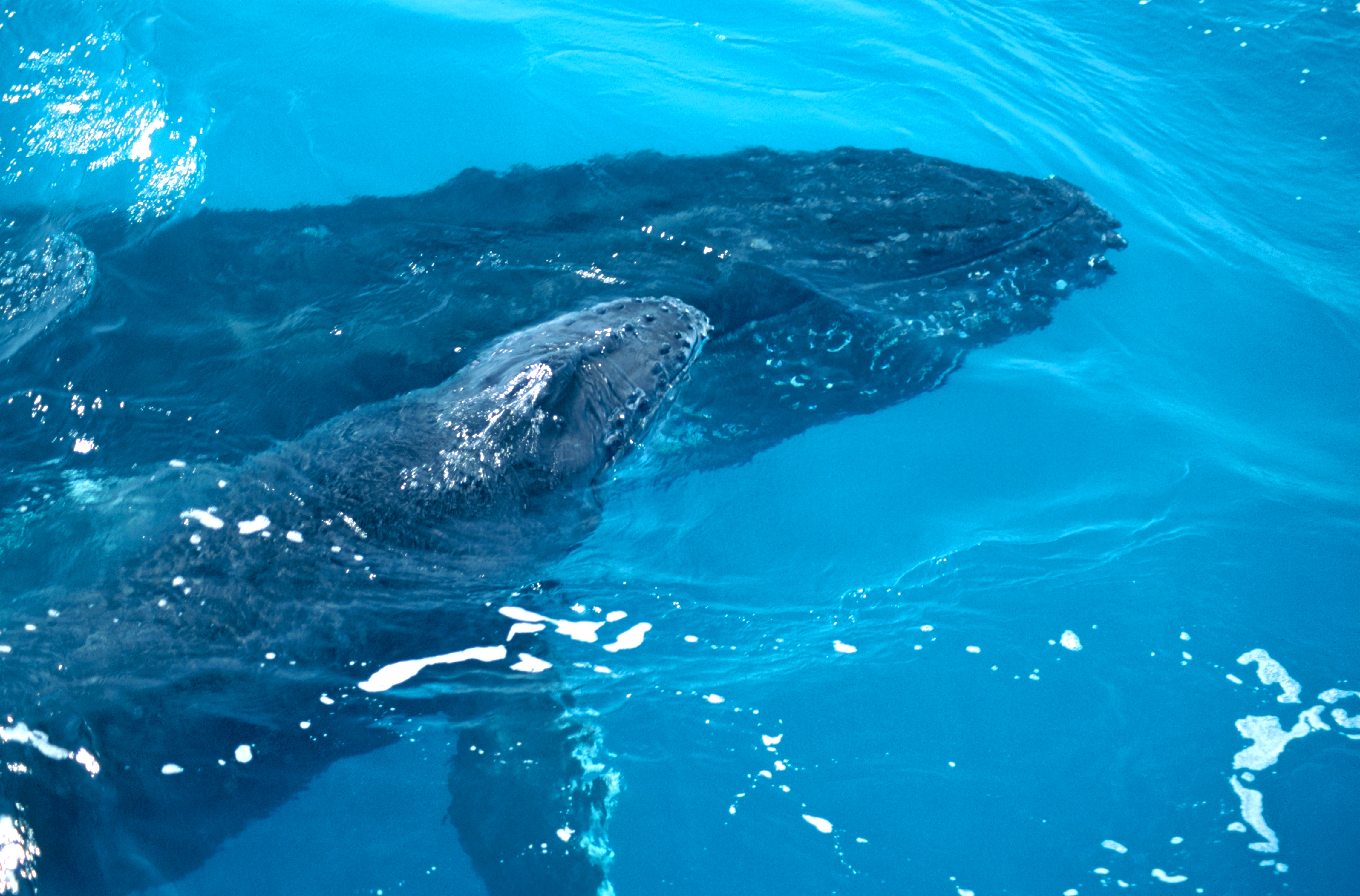
Fêmea de baleia-jubarte (Megaptera novaeangliae) acompanhada de seu filhote.

Estudos demonstraram que os juvenis de belugas (Delphinapterus leucas, da infraordem Odontoceti), de baleias-jubarte (Megaptera novaeangliae, da infraordem Mysticeti) e de baleias-francas (Eubalaena australis, da infraordem Mysticeti) aprendem as rotas migratórias com as suas mães. A migração dos cetáceos consiste, no geral, em idas e vindas intercaladas sazonalmente aos locais de alimentação e reprodução. Apesar da larga escala espacial entre essas áreas, os juvenis demonstraram que adotam e repetem fielmente essas rotas migratórias, percorridas juntamente com as suas mães, para o resto de suas vidas.

#### Canção
Os machos de baleias-jubarte produzem canções nas áreas reprodutivas, que são sequências estruturadas de vocalizações que se repetem com um período de cerca de 5 a 25 minutos.  Um fato impressionante é que a canção das baleias-jubarte é homogênea ao longo das bacias oceânicas e milhares de indivíduos compartilham a mesma música, provavelmente decorrente do movimento de alguns indivíduos entre as diferentes áreas. Além disso, a canção muda gradualmente no decorrer da temporada e, nas Bermudas, os registros mostram que essa taxa de mudança foi muito rápida (cerca de 37% a cada ano), o que não poderia ser explicada, de forma plausível, pela transmissão genética ou por componentes ambientais.
De maneira semelhante, as baleias-da-Groenlândia (Balaena mysticetus, da infraordem Mysticeti) do Mar de Bering também cantam durante a temporada reprodutiva. As suas canções, apesar de serem relativamente mais simples do que as canções das baleias-jubarte, também mudam anualmente, e todos os indivíduos de um determinado grupo migratório compartilham a mesma canção.
Evidências sugerem que orcas (Orcinus orca, da infraordem Odontoceti) são capazes de aprendizagem vocal, e que provavelmente o mecanismo de transmissão do repertório vocal seja por meio da imitação. Cada grupo de orcas possui o seu próprio dialeto vocal, o qual é altamente estável, mantido ao longo das gerações.

## Cultura em pássaros

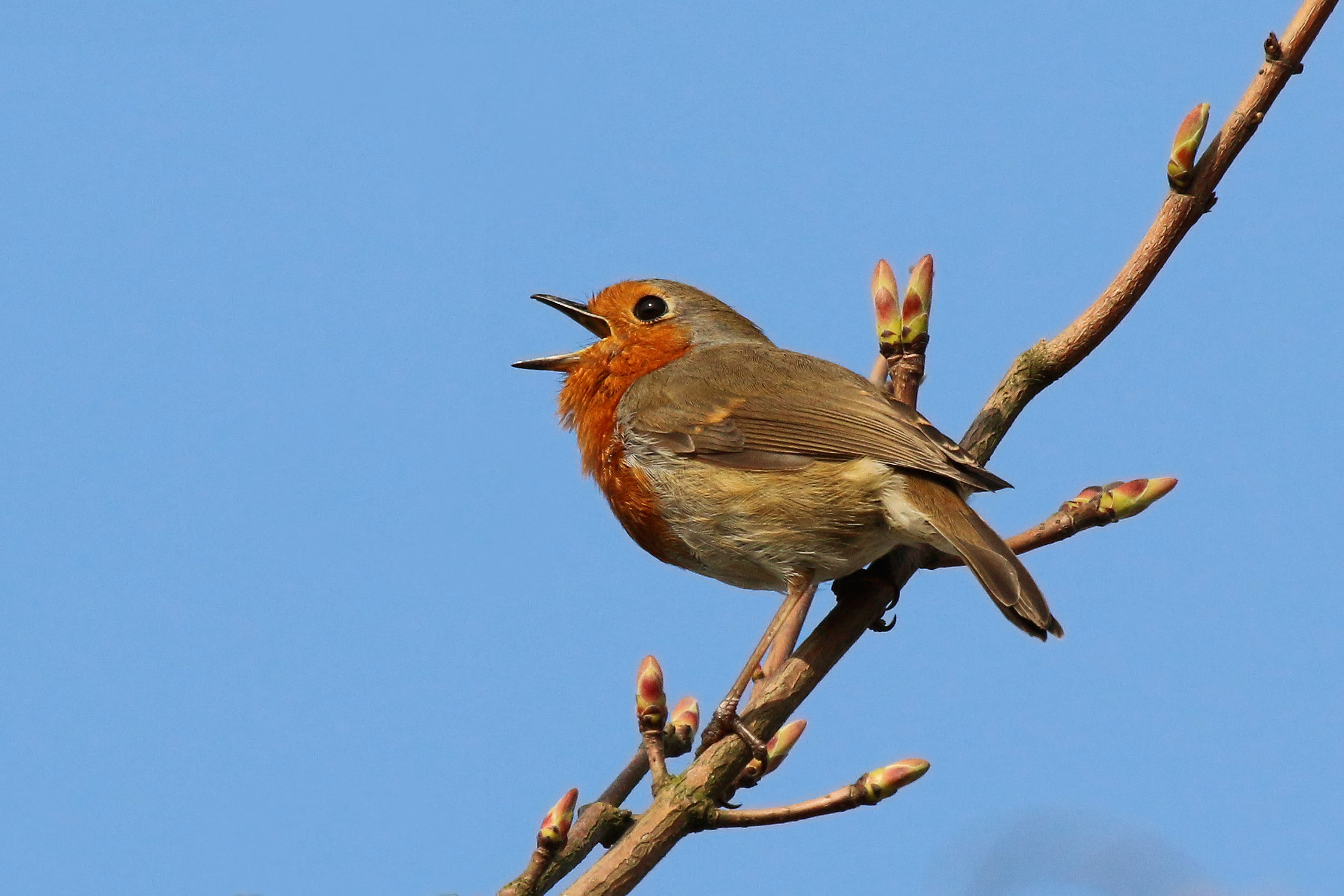
Uma ave passeriforme durante o comportamento de canto.

### Aprendizado vocal e o canto
Em meados do século XX, evidências de cultura animal significativa surgiu, incluindo a identificação de dialetos e aprendizagem social do canto dos pássaros. Pesquisas demonstraram que as vocalizações, particularmente nos passeriformes e papagaios, também são frequentemente aprendidas socialmente com os pais ou co-específicos, seja nos primeiros períodos de desenvolvimento ou ao longo da vida.
O termo aprendizagem vocal tem sido usado para descrever a influência da aprendizagem em uma variedade de aspectos da comunicação vocal. A aprendizagem pode afetar a geração de sons, seu uso e sua compreensão. Esse aprendizado vocal foi encontrado em todos os pássaros canoros (subordem Passeri) estudados até agora, mas parece não ocorrer nas espécies da subordem Suboscines. Evidências convincentes vêm de apenas duas das cerca de vinte outras ordens de pássaros: os beija-flores (ordem Apodiformes) e os papagaios (ordem Psittaciformes). Os três grupos que mostram aprendizagem vocal estão distantemente relacionados, sugerindo que ela evoluiu, pelo menos, três vezes de forma independente nas aves.
Em pássaros, há vários estudos mostrando que o canto pode diferir entre populações e grupos, formando dialetos locais. No canto, foi sugerido que a evolução cultural poderia auxiliar na adaptação urbana. Muito da resposta adaptativa ao ruído do tráfego nas aves foi demonstrado ser o resultado da plasticidade individual. No entanto, os processos culturais também podem contribuir. Por exemplo, em um estudo sobre pardais de coroa branca em São Francisco ao longo de 30 anos, constataram um aumento na frequência mínima dos tipos de música ao longo de várias gerações, um efeito que os autores sugeriram que pode ser atribuído ao ruído do ambiente, favorecendo a transmissão cultural de canções de alta frequência.

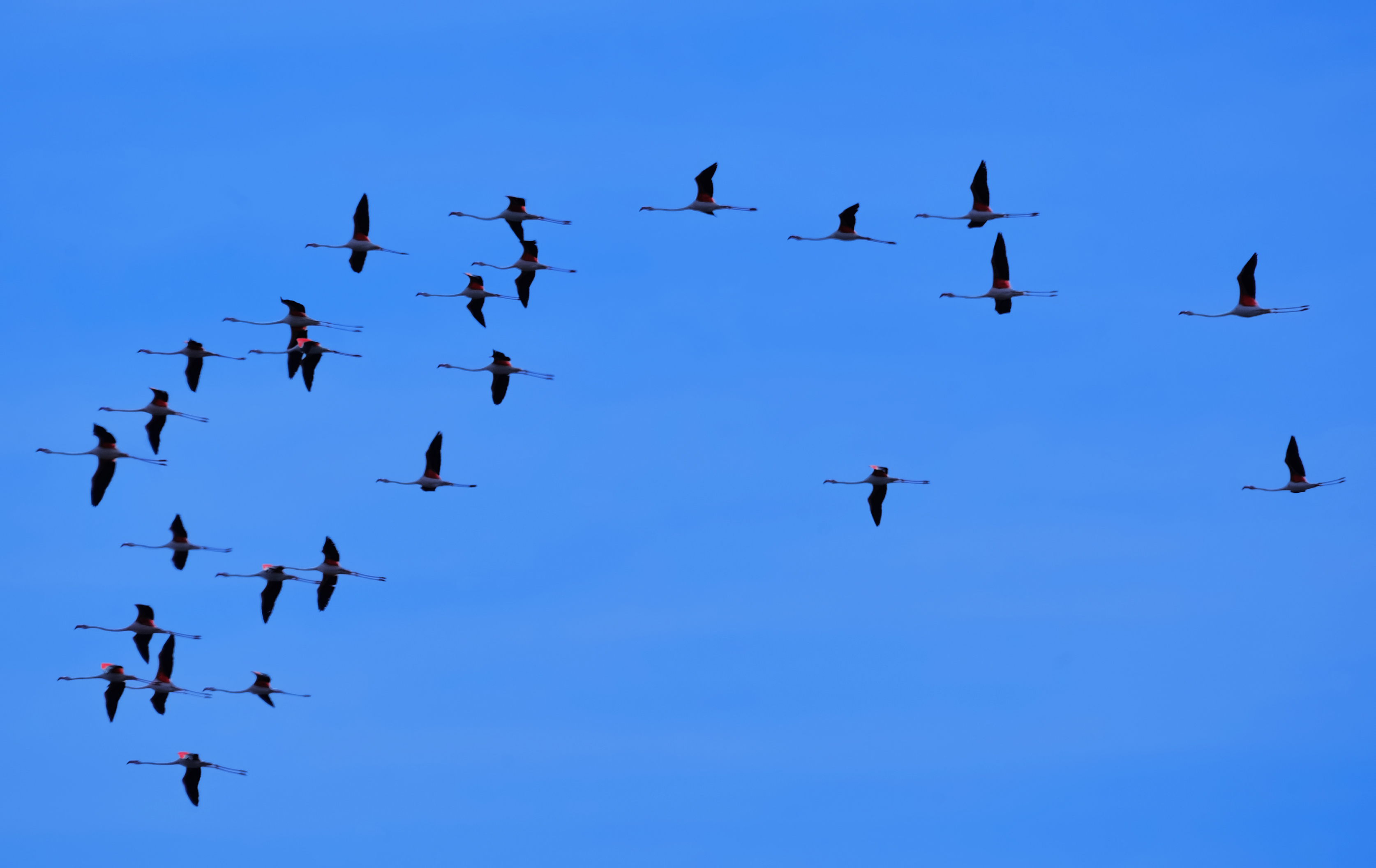
Grupo de flamingos durante o voo migratório em Punta Entinas, Espanha.

### Migração e navegação
Aproximadamente 2.000 espécies de pássaros são migratórias, movimentando-se sazonalmente entre áreas reprodutivas e áreas de alimentação, podendo acompanhar seus parentes nesses voos. Posteriormente os filhotes tornam-se independentes para migrar. Contudo, no caso de alguns juvenis de determinadas espécies como cucos, os juvenis migram separadamente de seus pais,  sugerindo que essas aves devem ter outros meios de estabelecer suas rotas migratórias.
Há também algumas espécies de pássaros que migram em grupos familiares ou sociais e acredita-se que para essas espécies o aprendizado social de indivíduos experientes (mais velhos) pode ser um fator vital para moldar a escolha da rota dos indivíduos mais jovens. Isso foi demonstrado na espécie Grus americana, onde a presença de indivíduos mais velhos em bandos migratórios aumentou a precisão a longo prazo da migração para indivíduos menos experientes, com os maiores benefícios advindos do aprendizado com pássaros muito velhos. Dessa forma, percebe-se que a transmissão cultural pode ocorrer em diversos contextos comportamentais.

### Comportamento de forrageamento
Seguido das vocalizações, um dos comportamentos culturais mais notáveis em pássaros são os de forrageamento (associado à busca e a exploração de recursos alimentares). A primeira observação de um comportamento de forrageamento transmitido culturalmente nesses animais foi em 1921, quando Chapins (Chapim-real, Parus major; Chapim-azul, Cyanistes caeruleus) foram vistos perfurando tampas de alumínio das garrafas que estavam nas ruas do sudoeste da Grã-Bretanha, com o objetivo de comer o creme.  Por mais de 20 anos, esse comportamento foi frequentemente registrado em uma área geográfica cada vez maior. Esses acontecimentos trouxeram a ideia de que esse comportamento se espalhou e se estabeleceu para formar uma nova cultura.
Alguns estudos recentes apresentam evidências de experimentos feitos em cativeiro e na natureza, demonstrando que esses animais podem aprender socialmente novas técnicas de forrageamento e ainda transmitir comportamentos por meio de interações sociais que irão se estabelecer e continuar como tradições estáveis. Desde 1921, várias dessas mudanças e novidades no comportamento de forrageamento foram observadas em diferentes populações de aves.
Um exemplo interessante de inovação de forrageamento ocorre em uma população de gaivotas (Larus dominicanus), na Península Valdés, Argentina. Essas gaivotas foram observadas arrancando pele e gordura das costas das baleias francas do sul em repouso na década de 1970. Esse comportamento não é fatal, mas pode ser prejudicial para as baleias devido às lesões deixadas nas costas desses animais. Algumas fotografias aéreas foram tiradas entre 1974 - 2011 e foi possível observar um aumento de baleias com lesões causadas pelas aves, de 2% a 99%, sugerindo que esse comportamento se espalhou e persistiu em toda a população de gaivotas no decorrer dos anos. Isso não foi observado em nenhuma outra região, o que pode ser caracterizado como uma cultura local.
Explicações culturais também podem justificar a variação geográfica em ferramentas de forrageamento em corvos da Nova Caledônia (Corvus moneduloides), já que esses animais usam pelo menos duas ferramentas diferentes, entre elas, galhos e tiras cortadas das bordas das folhas de Pandanus sp. Os corvos cortam essas folhas em diferentes formatos, que variam de um simples degrau a outros com vários degraus, sendo que o último fornece uma “alça” mais grossa em uma extremidade e uma ponta afilada e farpada na outra, fazendo com que a ferramenta seja mais eficaz para extrair invertebrados como lagartas de fendas.

### Por que se preocupar com a cultura dos pássaros?
A aprendizagem social é um dos componentes fundamentais na ecologia cognitiva dos animais, pois é um meio pelo qual animais sociais (principalmente muitas espécies de pássaros), aprendem seu nicho ecológico, interagem entre si e apresentam flexibilidade comportamental. Como os exemplos citados demonstram, há evidências de que o compartilhamento de informações dentro dos grupos e o aprendizado social podem levar à formação de novas tradições como, por exemplo, no canto dos pássaros ou até mesmo no forrageamento. Mas essas culturas são importantes para o estudo da ecologia desses animais ou são apenas uma curiosidade sobre o comportamento?
Os estudos sobre aprendizagem social permitem que os pesquisadores analisem a ligação entre os processos no nível da população e a experiência de aprendizagem de um indivíduo. Dessa forma, podem ser traçados padrões comportamentais para saber sobre quais fatores históricos podem ter moldado a disponibilidade de informação, ou questionar como os indivíduos em populações distintas podem experimentar diferentes formas de aprendizagem. Por fim, o pesquisador consegue mapear as interações entre indivíduos que aprendem socialmente e a população ao longo do tempo, entre elas, a experiência individual e o feedback da cultura para aprimorar ainda mais o comportamento no nível da população, já que a herança cultural permite a transferência de informações e comportamentos entre gerações.